# آرتور وانتسیان
آرتور گاگیکی وانتسیان (Արթուր Գագիկի Վանեցյան؛ زادهٔ ۸ دسامبر ۱۹۷۹) یک سیاستمدار و فرد نظامی اهل ارمنستان است که از تاریخ ۱۰ مه ۲۰۱۸ تا تاریخ ۱۶ سپتامبر ۲۰۱۹ در دولت اول نیکول پاشینیان سمت ریاست سرویس امنیت ملی ارمنستان و از تاریخ ۲۰۱۸ تا تاریخ ۲۱ نوامبر ۲۰۱۹ ریاست فدراسیون فوتبال ارمنستان را برعهده داشت.

## زندگی‌نامه
در ۹ دسامبر ۱۹۷۹ در ایروان به دنیا آمد و از دانشگاه ملی علوم کشاورزی ارمنستان فارغ‌التحصیل گشت.